# Stegodyphus bicolor
Stegodyphus bicolor is een spinnensoort uit de familie van de fluweelspinnen (Eresidae).
De wetenschappelijke naam van de soort werd in 1869 als Eresus bicolor gepubliceerd door Octavius Pickard-Cambridge.